# Maurus Moreels de Oudere
Maurus Moreels de Oudere of  Maurus Moreels I (Mechelen, ? - aldaar, 15 oktober 1631) was een Zuid-Nederlands kunstschilder. Hij schilderde vooral allegorieën.
Moreels werd geboren in Mechelen rond 1560 en trad in 1580 toe tot de Sint-Lucasgilde daar. Hij woonde in de Sint-Katelijneparochie. In 1599 kreeg hij van het stadsbestuur de opdracht vier stukken te maken voor de monumentale poort die werd opgericht voor de blijde intrede van de aartshertogen Albrecht en Isabella. Hij was de vader en eerste leermeester van Maurus Moreels de Jongere (1585-1647).
De Moreelstraat in Mechelen is naar hem en zijn zoon genoemd (maar verkeerd gespeld).